# Annick
Annick est le prénom français du prénom breton Annig signifiant « petite Anne ».tatat

## Origine et fête du prénom
Adaptation du prénom breton Annig qui veut dire « petite Anne », le prénom Annick est une variante du prénom Anne. Il a pour origine le prénom hébraïque Hannah qui signifie « grâce »,.
Il est fêté le 26 juillet, comme le prénom Anne.

## Variantes
Le prénom Annick a de nombreuses variantes telles que Anick, Anik, Annik, Anyck, Annyck, Annicke, Annique, Annouck, Anika, Anique, Anouck.

## Personnalités portant ce prénom
Pour les articles sur les personnes portant ces prénoms, consulter les listes générées automatiquement :
- Anick, Anicka ;
- Anik, Anika ;
- Anique ;
- Annick ;
- Annik, Annika ;
- Annouck ;
- Annyck ;
- Anouck ;
- Anyck.